# Герб Бондарского района
Герб Бо́ндарского района является официальным символом муниципального образования Бондарский район Тамбовской области Российской Федерации.
Герб Бондарского района утверждён 24 сентября 2010 года решением Бондарского районного Совета народных депутатов № 121.
Герб внесён в Государственный геральдический регистр Российской Федерации под регистрационным номером 6526.

## Описание герба
«В лазоревом поле с червлёной вырубленной углом оконечностью поверх всего золотая кадка, охваченная вверху обручем, а внизу — сплетёнными колосьями, и наполненная снопом того же металла».

## Обоснование символики герба
Административный центр Бондарского района — село Бондари основано в XVII веке беглыми крестьянами. Жители занимались земледелием и различными ремёслами, в том числе бондарными (изготовление кадушек, бочек, кубелей и ушатов).
На гербе Бондарского района изображена кадка (род бочки) — символ бондарного ремесла, аллегорически указывая на название района и символизируя связь с прошлым.
В настоящее время основой производственно-экономического потенциала района являются сельскохозяйственное производство и предприятия по переработке сельскохозяйственной продукции, что на гербе района символически представлено снопом. Сноп — символ единения, силы, коллективизма. Обруч внизу бочки в виде сплетённых колосьев символизирует сельскохозяйственную направленность современного производства района.
Лазурь — символ возвышенных устремлений, искренности, преданности, возрождения.
Золото — символ высшей ценности, величия, богатства, урожая.
Червлень (красный цвет) — символ труда, мужества, жизнеутверждающей силы, красоты и праздника.
Герб разработан Союзом геральдистов России.
Авторская группа: идея герба — Константин Мочёнов (Химки), Сергей Янов (Малаховка), Ирина Соколова (Москва); художник и компьютерный дизайн — Ирина Соколова (Москва); обоснование символики — Вячеслав Мишин (Химки).